# NGC 2818
NGC 2818 (другие обозначения — PK 261+8.1, ESO 372-PN13, AM 0914-362, 1, 4') — рассеянное скопление с планетарной туманностью NGC 2818a в созвездии Компас на расстоянии около 10 400 световых лет от нас.
Этот объект входит в число перечисленных в оригинальной редакции «Нового общего каталога».

## Характеристики
Туманность является следствием колоссального взрыва звезды, сбросившей собственную оболочку во внешнее пространство. Горячее звёздное ядро в виде белого карлика, оставшееся после взрыва, теперь будет остывать в течение миллионов лет. Подобное событие ждёт и наше Солнце приблизительно через 5 миллиардов лет. В ноябре 2008 года орбитальный телескоп Хаббл сделал снимки туманности беспрецедентного качества, красные цвета на них указывают на наличие азота, зелёные — на наличие водорода, а синие — на наличие кислорода.